# Ferrari F1-87
Chronologie des modèles (1987)
Ferrari F1-86 Ferrari F1-87/88C
La Ferrari F1-87 est la monoplace de Formule 1 engagée par la Scuderia Ferrari dans le cadre du championnat du monde de Formule 1 1987. Elle est pilotée par l'Italien Michele Alboreto, qui effectue sa quatrième saison au sein de l'écurie italienne, et l'Autrichien Gerhard Berger, en provenance de Benetton Formula.

## Caractéristiques et performances

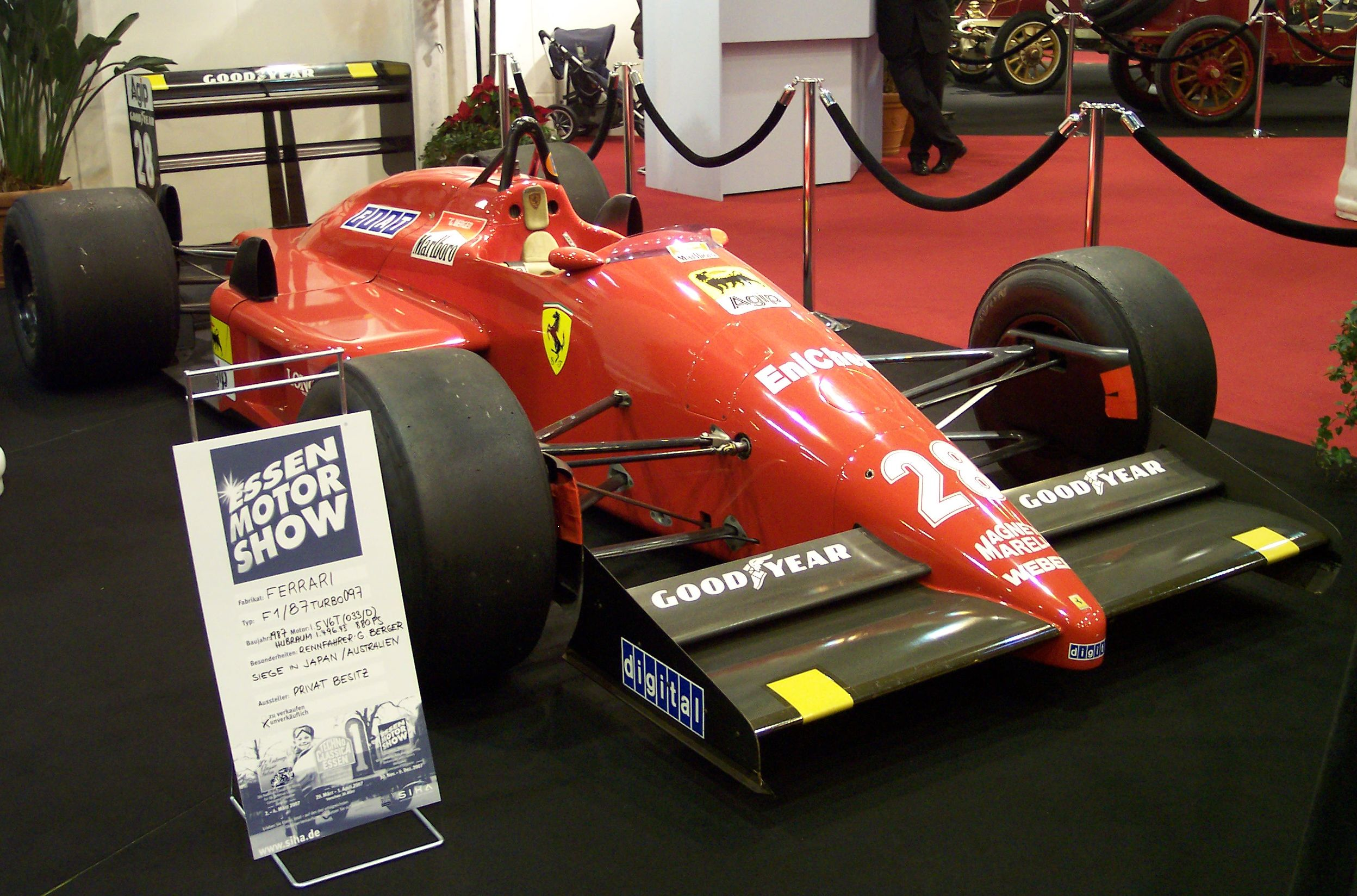
La Ferrari F1-87 de Gerhard Berger en exposition à Essen.

John Barnard et Gustav Brunner sont les concepteurs de la F-87. L'angle de son moteur V6 est de 90°, contre 120° sur la F1-86. Les deux turbocompresseurs sont fournis par Garrett qui remplace KKK, partenaire depuis 1980. L'ensemble développe 880 ch.
La saison commence au Grand Prix du Brésil où Berger termine quatrième tandis que son coéquipier Alboreto se classe huitième. Lors de l'épreuve suivante, disputée à Saint-Marin, le pilote italien finit troisième après avoir mené la course durant trois tours,. Le Grand Prix de Belgique s'avère plus délicat pour l'écurie : Berger abandonne sur casse d'un turbocompresseur et Alboreto sur problème de roue. Les pilotes Ferrari se classent néanmoins troisième et quatrième à Monaco.
À partir du Grand Prix de Detroit, la F1-87 devient beaucoup moins fiable : seul Berger finit la course, tandis que Michele Alboreto casse sa boîte de vitesses. Il faut attendre plus de deux mois et la onzième manche, disputée à Monza, pour voir une Ferrari rallier l'arrivée : la F1-87 est victime d'un moteur et de turbocompresseurs fragiles.
La fin de saison s'avère plus satisfaisante pour Ferrari. Lors du Grand Prix du Portugal, Berger signe la première pole position de sa carrière ainsi que le meilleur tour en course. L'Autrichien mène durant soixante-trois tours avant d'être dépassé par Alain Prost, qui établit alors le nouveau record de victoires. Lors des Grands Prix d'Espagne et du Mexique, la F1-87 retombe dans ses problèmes de fiabilités moteur et turbocompresseurs : ses pilotes abandonnent. Deux semaines plus tard, Berger signe une nouvelle pole position puis remporte le Grand Prix du Japon,. À l'occasion de la dernière manche de la saison, en Australie, l'Autrichien connaît un de ses plus grands succès : il réalise pole position et meilleur tour, puis gagne la course en restant leader de bout en bout. Il signe là l’unique Grand Chelem de sa carrière. Alboreto se classe quant à lui deuxième, profitant de la disqualification d'Ayrton Senna pour pneumatiques non conformes,.
La Scuderia Ferrari, avec 53 points, termine quatrième d'un championnat du monde des constructeurs dominé par Williams-Honda. Au total, la F1-87 accuse dix-neuf abandons. Gerhard Berger, 36 points, et Michele Alboreto, 17 points, se classent cinquième et septième du championnat des pilotes,.

## Résultats en championnat du monde de Formule 1

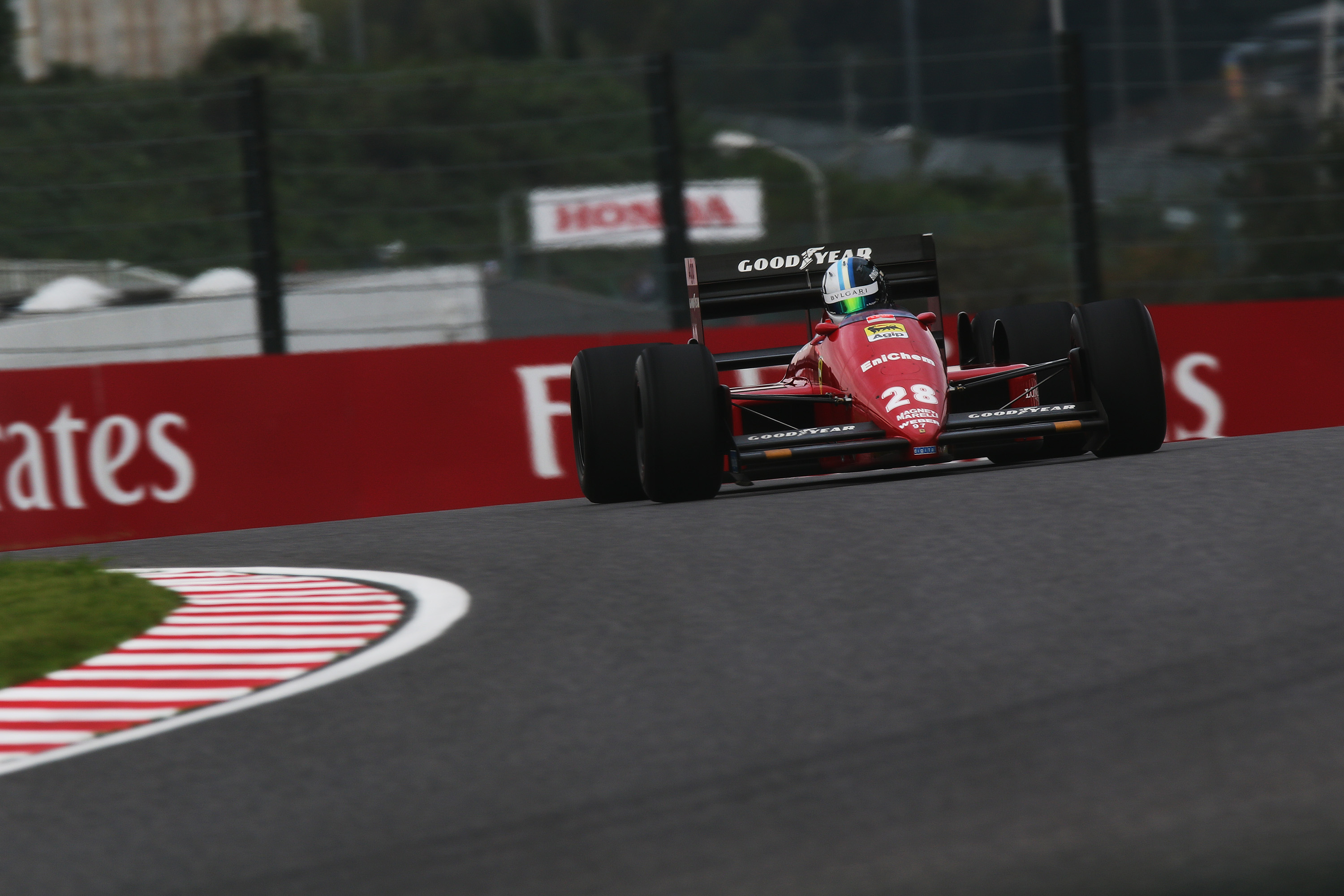
La Ferrari F1-87 de Gerhard Berger en démonstration à Suzuka en 2018.

| Saison | Écurie                     | Moteur                 | Pneus    | Pilotes          | Courses | Courses | Courses | Courses | Courses | Courses | Courses | Courses | Courses | Courses | Courses | Courses | Courses | Courses | Courses | Courses | Points inscrits | Classement |
| Saison | Écurie                     | Moteur                 | Pneus    | Pilotes          | 1       | 2       | 3       | 4       | 5       | 6       | 7       | 8       | 9       | 10      | 11      | 12      | 13      | 14      | 15      | 16      | Points inscrits | Classement |
| ------ | -------------------------- | ---------------------- | -------- | ---------------- | ------- | ------- | ------- | ------- | ------- | ------- | ------- | ------- | ------- | ------- | ------- | ------- | ------- | ------- | ------- | ------- | --------------- | ---------- |
| 1987   | Scuderia Ferrari SpA SEFAC | Ferrari Tipo 033D T V6 | Goodyear |                  | BRÉ     | SMR     | BEL     | MON     | DET     | FRA     | GBR     | ALL     | HON     | AUT     | ITA     | POR     | ESP     | MEX     | JAP     | AUS     | 53              | 4e         |
| 1987   | Scuderia Ferrari SpA SEFAC | Ferrari Tipo 033D T V6 | Goodyear | Michele Alboreto | 8e      | 3e      | Abd     | 3e      | Abd     | Abd     | Abd     | Abd     | Abd     | Abd     | Abd     | Abd     | 15e     | Abd     | 4e      | 2e      | 53              | 4e         |
| 1987   | Scuderia Ferrari SpA SEFAC | Ferrari Tipo 033D T V6 | Goodyear | Gerhard Berger   | 4e      | Abd     | Abd     | 4e      | 4e      | Abd     | Abd     | Abd     | Abd     | Abd     | 4e      | 2e      | Abd     | Abd     | 1er     | 1er     | 53              | 4e         |

Légende : ici 